# Pinacoteca București

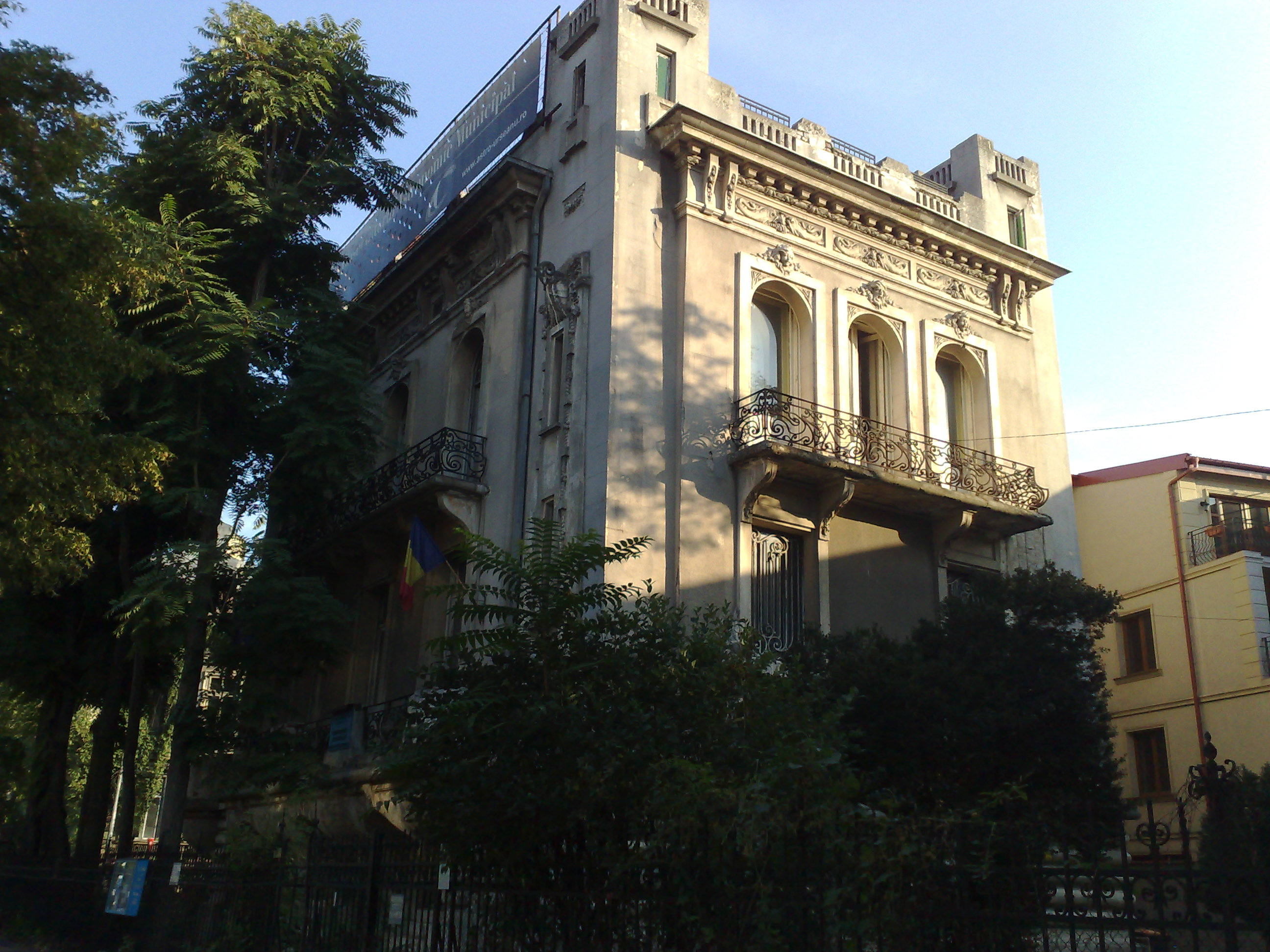
Clădirea în care s-a aflat Pinacoteca București, pe Bd. Lascăr Catargiu, nr. 21, astăzi Observatorul Astronomic „Amiral Vasile Urseanu”

Pinacoteca București este o colecție de picturi înființată la 1 iunie 1933, prin decret regal, de regele Carol al II-lea al României, cu titulatura Pinacoteca Municipiului București, care a fost pregătită în vara anului 1933 în Bd. Lascăr Catargiu, nr. 21, într-un imobil donat în acest scop de către Ioana Urseanu, văduva amiralului Vasile Urseanu.

## Istoric
Inaugurarea Pinacotecii a avut loc la 20 noiembrie 1933, în prezența mai multor personalități, între care și Liviu Rebreanu, Constantin Argetoianu, Alexandru Tzigara-Samurcaș, Marcel Iancu, George Oprescu, Octav Doicescu, Milița Petrașcu etc.
La deschidere au fost expuse 103 lucrări, majoritatea de pictură, dintre care 63 proveneau din colecțiile Primăriei București. În următorii cinci ani, fondul de opere de artă din colecția Pinacotecii s-au adăugat 241 de lucrări cumpărate din fondurile municipalității, precum și cu un mare număr de piese provenite din donații particulare, astfel încât, în anul 1939, inventarul se ridica deja la 756 de lucrări. Cel mai important donator particular a fost sculptorul Filip Marin, care a donat 162 de opere, din care 43 de piese de sculptură, 14 lucrări de pictură și 105 desene, purtând semnătura artistului. A doua donație, ca importanță, constă în 67 de pânze, aparținând atât unor cunoscuți maeștri români cât și celor mai importante școli de pictură europene și provine de la avocatul colecționar Ioan Movilă (1846- 1904), descendent dintr-o veche familie de domnitori și boieri ai Moldovei.
În 1941, după moartea Ioanei Urseanu, în holul clădirii care adăpostea pinacoteca a fost dezvelită o placă comemorativă, care cinstește memoria ctitorilor pinacotecii municipiului București, viceamiral Vasile Urseanu și Ioana Urseanu, prin următoarele cuvinte: "După o viață de muncă și credință au dăruit acest lăcaș ca să fie adăpost de artă și prilej de înălțare sufletească".
În 1949 cele mai valoroase tablouri ale Pinacotecii au fost preluate de Galeria Națională, cele rămase formând Muzeul de Artă a Municipiului București care a fuzionat cu Muzeul de Istorie al Bucureștiului, iar în clădire s-a înființat Muzeul Științelor Experimentale, inaugurat în 1950 în care a fost integrat și Observatorul Astronomic "Vasile Urseanu". Astăzi Observatorul ține de Muzeul Municipiului București și este deschis publicului. Din acest motiv, Pinacoteca a fost mutată de mai multe ori și, de fiecare dată, cel mai mult au avut de suferit obiectele.
De-a lungul timpului, muzeul a suferit modificări de titulatură și de sediu. S-a numit pe rând: Pinacoteca Municipiului București, "București în arta plastică", Colecția Simu, Muzeul de Artă al Municipiului București "Anastasie Simu".
În anul 1984 prin unificarea cu Muzeul de Istorie al Municipiului București a devenit secție a fostului Muzeu de Istorie și Artă al Municipiului București, actualul Muzeu al Municipiului București.
În anul 1991, din pricina unor defecțiuni tehnice ale clădirii în care se afla pinacoteca, aceasta a fost închisă, iar pe parcursul anilor clădirea a fost retrocedată proprietarilor de drept. Din acest motiv, adică lipsa unui spațiu propriu de expunere, patrimoniul Pinacotecii, ajuns între timp la 5.500 de piese, constând în pictură, sculptură, grafică în principal, dar și o mică colecție de artă religioasă și decorativă, a rămas de mulți ani ascuns în depozite.
După ce Primăria Capitalei a reabilitat Muzeul Gheorghe Tattarescu, fostă casă memorială care găzduia ambientul, atelierul, șevaletul și lucrări ale marelui pictor, în clădire au fost depozitate picturile din patrimoniul Pinacotecii, iar clădirea a fost închisă pentru public. Aici lucrările de artă sunt conservate în condiții total necorespunzătoare. Deoarece microclimatul nu este stabil, lucrările de artă suferă un proces de degradare continuă ca urmare a atacului de mucegai și a contracțiilor bruște ale suporturilor în urma variațiilor de temperatură și umiditate.
În prezent, Pinacoteca expune pe rând lucrări din colecțiile sale, în expoziții tematice organizate în încăperile Centrului Cultural ArtSociety, în corpul A al Palatului Cesianu-Racoviță, chiar dacă unele dintre ele sunt afectate de condițiile termohidrografice necorespunzătoare din depozite.
În 2012, 14 tablouri ale Pinacotecii București, purtând semnătura marilor nume din istoria artei românești: Theodor Pallady, Camil Ressu, Rudolf Schweitzer-Cumpăna, Nicolae Dărăscu, Iosif Iser, Eustațiu Stoenescu, Ion Theodorescu-Sion, Ipolit Strâmbu, Aurel Băeșu, Ștefan Popescu, M.H. Maxy și Arthur Verona, au fost restaurate prin campania de strângere de fonduri "Adoptă o capodoperă".
Potrivit unei hotărâri aprobate pe 27 iunie 2013 de Consiliul General al Municipiului București, Primăria București va prelua de la Banca Comercială Română clădirea-monument istoric cu cod LMI B-II-m-A-19021 din strada Lipscani 18-20 (Palatul fostei Societăți de asigurări Dacia - România, construit între anii 1910-1913), urmând a da băncii, în schimb, terenul pe care este construit Turnul Bancorex din Calea Victoriei nr. 15 și 6 milioane de euro. În clădirea din Lipscani, municipalitatea vrea să amenajeze Pinacoteca Municipiului București. La data aprobării hotărârii, patrimoniul de artă al Pinacotecii este constituit din 2.546 de lucrări de pictură românească și europeană, 402 lucrări de sculptură, 87 de lucrări de artă decorativă, 2.445 de lucrări de grafică.
Din 29 iulie 2016, Pinacoteca Municipiului București a organizat la Muzeul Municipiului București din Palatul Suțu o expoziție temporară retrospectivă a principalelor donații, făcute de Ioan Movilă și Filip Marin, precum și a celor mai reprezentative lucrări achiziționate în perioada interbelică.